# 詹初墓
詹初墓，位于江西省上饶市婺源县（旧属安徽省徽州府）浙源乡庐坑村。
詹初墓已列为江西省文物保护单位。。
2010年5月19日，在詹初墓旁建成规模宏大的中华詹氏大宗祠，以及詹天佑祖居纪念馆。